# Subaugusta
Subaugusta är en station på Roms tunnelbanas Linea A. Stationen är belägen vid Via Tuscolana på gränsen mellan områdena Don Bosco och Appio Claudio i sydöstra Rom och togs i bruk 1980. Stationen är uppkallad efter den tidigare leden Circonvallazione Subaugusta, vilken har fått sitt namn efter det tidigare stiftet Subaugusta, numera titulärstift.
Stationen Subaugusta har:
- Biljettautomater

## Kollektivtrafik
- Busshållplatser för ATAC och COTRAL

## Omgivningar
- Municipio Roma VII
- Via Tuscolana
- Istituto Luce
- Giardino Alberto Cianca

### Kyrkobyggnader
- San Giovanni Bosco